# West Side Story (película de 2021)
West Side Story (conocida como Amor sin barreras en Hispanoamérica) es una película estadounidense musical de romance y drama dirigida por Steven Spielberg. La película está protagonizada por Ansel Elgort y Rachel Zegler, con Ariana DeBose, Rita Moreno y Daniel Alvarez como actores de reparto. Es la segunda adaptación cinematográfica del musical de Broadway del mismo nombre de Leonard Bernstein y Stephen Sondheim, que a su vez es una adaptación moderna de Romeo y Julieta, de William Shakespeare. También sirve como una nueva versión de la adaptación cinematográfica de 1961 dirigida por Robert Wise y Jerome Robbins, cuya historia transcurría en la Nueva York de los años 1950.
La película entró en desarrollo a partir de 2014 en 20th Century Fox y Kushner comenzó a escribir el guion en 2017. En enero de 2018, Spielberg fue contratado como director y el casting comenzó a mediados de septiembre. Justin Peck coreografió las secuencias de baile. La filmación comenzó en julio de 2019 y concluyó dos meses después. La fotografía principal ocurrió en Nueva York y Nueva Jersey. La película está dedicada al padre de Spielberg, Arnold Spielberg, quien murió durante la posproducción.
Estaba programada para ser estrenada en los Estados Unidos el 18 de diciembre de 2020 por Walt Disney Studios Motion Pictures a través de su sello 20th Century Studios, pero se retrasó a la temporada navideña del siguiente año, 2021, debido a la pandemia de COVID-19, renunciando asimismo a su participación en los Óscar de esa temporada. La película recibió elogios de la crítica, y algunos críticos la consideraron superior a la película de 1961. Recibió siete nominaciones en la 94.ª edición de los Premios Óscar, incluida la de Mejor película, y fue nombrada una de las diez mejores películas de 2021 por el National Board of Review y el American Film Institute. También recibió cuatro nominaciones en la 79.ª edición de los Premios Globos de Oro, ganando tres, incluyendo Mejor película - Comedia o musical, y empató con Belfast con once nominaciones en la 27.ª edición de los Premios de la Crítica Cinematográfica, incluyendo Mejor película. A pesar de la recepción de la crítica, la película fue un fracaso de taquilla, recaudando un total de $53,1 millones de dólares en todo el mundo contra un presupuesto de producción de $100 millones, lo que resultó en una pérdida financiera para Disney.

## Sinopsis
Los adolescentes Tony y María, a pesar de tener afiliaciones con pandillas callejeras rivales, los Jets de ascendencia europea y los Sharks de ascendencia puertorriqueña, se enamoran en la ciudad de Nueva York de la década de 1950.

## Argumento
En el vecindario de San Juan Hill, en el Upper West Side de la ciudad de Nueva York, en el verano de 1957, una banda de estadounidenses blancos, los Jets, dirigidos por Riff, luchan por el control del vecindario, amenazado por los Sharks (Tiburones) puertorriqueños, que son dirigidos por Bernardo (“Prólogo”). El oficial Krupke y el teniente Schrank disuelven una breve escaramuza, este último les recuerda que el conflicto no tiene sentido ya que todo el vecindario está siendo demolido para la construcción del Lincoln Center, pero ambas pandillas están demasiado orgullosas como para preocuparse (“La Borinqueña” —versión Sharks—). El líder de los Jets, Riff, propone una pelea entre las dos bandas (“Jet Song”). Se acerca a su amigo Tony, que está en libertad condicional, en busca de ayuda. Tony se niega, deseando pasar una nueva página con la ayuda de Valentina, la dueña puertorriqueña de la tienda general de Doc (“Something's Coming”).
La hermana de Bernardo, María, está comprometida con Chino pero anhela la independencia, contra las reprimendas de Bernardo y su novia Anita. En un baile local, Tony y María se ven y se enamoran instantáneamente (“Dance at the Gym”). Esto enfurece a Bernardo, quien acepta los términos de Riff para una pelea en el Salt Shed, siempre y cuando Tony asista. Tony expresa su nuevo amor por María (“María”). La joven pareja se encuentra en la escalera de incendios de María y se comprometen a verse al día siguiente (“Tonight” —Escena del balcón —).
Bernardo y Anita se pelean por la vida en Nueva York en comparación con Puerto Rico, con Anita comprando el sueño americano sobre el pesimista Bernardo (“América”). La policía interroga a los Jets sobre el estruendo, pero ellos niegan cualquier conocimiento, burlándose en privado de Krupke (“Caramba, oficial Krupke”). Tony lleva a María a una cita a The Cloisters, donde revela que fue encarcelado después de que casi mata a golpes a un miembro de una pandilla rival, lo que lo asustó para que se reformara. María le hace prometer a Tony que detendrá la pelea, y se prometen amor el uno al otro (“Una mano, un corazón”). Tony intenta convencer a Riff de que cancele la reyerta quitándole el arma recién comprada, pero los Jets se la devuelven (“Cool”). Los Jets y Sharks se preparan para el altercado; Anita espera que Bernardo regrese a casa; Schrank ordena a Krupke y a la policía que detengan la riña; Tony y María esperan verse esa noche (“Tonight” —Quinteto—). A pesar de los esfuerzos de Tony, la pelea se desencadena y Riff es apuñalado hasta la muerte por Bernardo; enfurecido, Tony toma el cuchillo de Riff y mata a Bernardo. Las bandas huyen cuando llega la policía. Chino encuentra y toma el arma de Riff (“The Rumble").
María habla efusivamente de su amor por Tony en el trabajo (“Me siento guapa”). Su alegría es efímera cuando llega Chino y revela que Tony mató a Bernardo. Está angustiada, pero aún lo ama, y planean huir juntos. Valentina se entera de la muerte de Bernardo y reflexiona sobre su propia relación mestiza con el difunto Doc (“En algún lugar”). Chino, todavía armado con la pistola, planea matar a Tony en contra de la opinión de los Sharks. Después de identificar el cuerpo de Bernardo en la morgue, Anita regresa a casa y descubre a María con Tony y discute con María sobre esta relación. Aceptando que están enamorados, advierte que necesitan salir de la ciudad (“Un chico así / Tengo un amor”). Schrank interroga a María sobre el paradero de Tony. María envía a Anita para advertir a Tony sobre Chino. Sin embargo, Anita se encuentra con los Jets, quienes gritan insultos raciales, la obligan a bailar y, finalmente, intentan violarla hasta que Valentina interviene. Traumatizada, su sueño de Estados Unidos destrozado por los eventos de la noche, Anita decide vengarse y, con rencor, afirma que Chino mató a María. Valentina reprocha a los Jets, que se marchan avergonzados.
Al enterarse de la falsa noticia de Anita por Valentina, Tony sale corriendo a las calles gritando a Chino que lo mate a él también. Es interrumpido por la llegada de María, para su alivio. Sin embargo, antes de que puedan reunirse, Chino llega y dispara a Tony, hiriéndolo de muerte; muere en los brazos de María. María toma el arma de Chino y apunta a los Jets y Sharks reunidos, amenazando con matarlos a todos por sus acciones, pero no puede decidirse a disparar el arma. Cuando la policía llega para arrestar a Chino, miembros de ambas bandas se reúnen para tomar el cuerpo de Tony, formando solemnemente una procesión hacia Doc con María siguiendo detrás (“Finale”).

## Reparto
- Ansel Elgort como Tony.
- Rachel Zegler como Maria.
- Rita Moreno como Valentina.
- Ariana DeBose como Anita
- Ana Isabelle como Rosalia.
- Maddie Ziegler como Velma.
- David Álvarez como Bernardo.
- Josh Andrés Rivera como Chino.
- Corey Stoll como el teniente de policía Schrank.
- Brian d'Arcy James como el sargento de policía Krupke.
- Mike Faist como Riff.
- Yesenia Ayala en papel sin revelar. En 2020, interpretó a Anita en la adaptación de la obra del mismo nombre, lo cual le valió que fuese considerada para un pequeño papel como miembro de los Sharks en la película, diferente al interpretado en la versión de Broadway llevada a cabo antes de la pandemia.[11]

Los miembros adicionales de los Jets fueron interpretados por Brianna Abruzzo, Kyle Allen, Kyle Coffman, Ben Cook, Harrison Coll, Kevin Csolak, Kellie Drobnick, Julian Elia, Myles Erlick, Leigh-Ann Esty, Sara Esty, John Michael Fiumara, Paloma Garcia-Lee, Garett Hawe, Patrick Higgins, Sean Harrison Jones, Eloise Kropp, Lauren Leach, Jess LeProtto, Skye Mattox, Ezra Menas, Adriana Pierce, Brittany Pollack, Daniel Patrick Russell, Talia Ryder, Jonalyn Saxer y Halli Toland.
Los miembros adicionales de los Sharks fueron interpretados por David Avilés Morales, María Alejandra Castillo, Annelise Cepero, Andrei Chagas, Jeanette Delgado, Kelvin Delgado, Gaby Díaz, Yurel Echezarreta, Adriel Flete, Carlos E. González, David Guzmán, Jacob Guzmán, Ana Isabelle, Melody Martí, Ilda Mason, Juliette Feliciano Ortiz, Edriz E. Rosa Pérez, María Alexis Rodriguez, Julius Anthony Rubio, Carlos Sánchez Falú, Sebastián Serra, Gabriela Soto, Ricky Úbeda, Tanairi Vázquez, Jamila Velázquez, Isabella Ward y Ricardo Zayas.

## Producción

### Guion

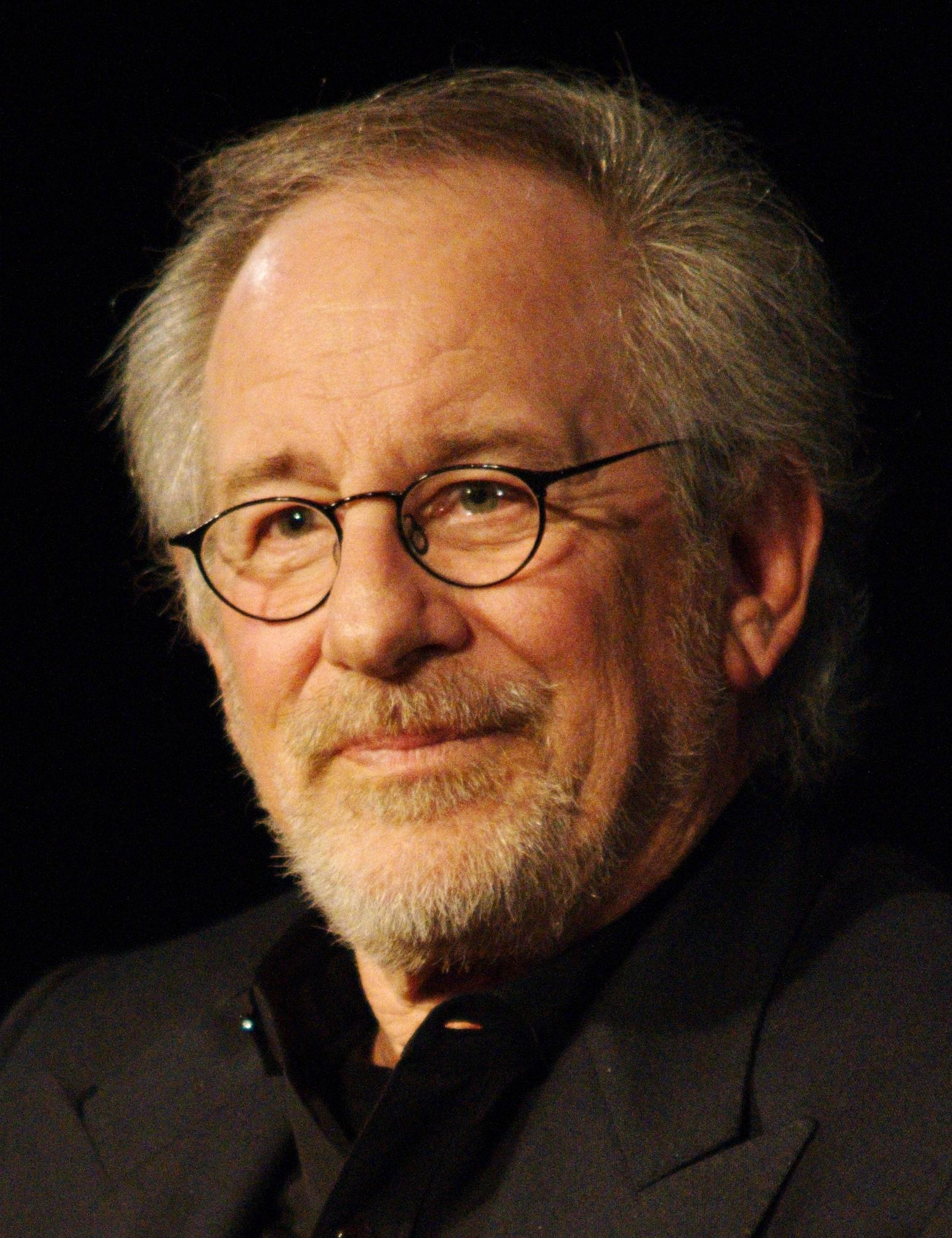
Steven Spielberg, director del film

Steven Spielberg tenía 10 años cuando se estrenó West Side Story en Broadway y 14 cuando su adaptación llegó a los cines estadounidenses. Corría el año 1961 y el director provenía de una familia de judíos ortodoxos de la que en ocasiones se avergonzaba. El estigma, las palizas y los insultos antisemitas le habían perseguido desde Ohio hasta California, por lo que el joven Steven evitaba airear sus raíces o invitar a sus amigos a casa. Esta lacra se extendía por toda Norteamérica en comunidades de distinta procedencia y religión, y de alguna forma le emocionó a través del guion de West Side Story.
La historia que le hizo evadirse y bailar en la butaca se terminó convirtiendo en el musical más aclamado de la historia del cine. Seis décadas después, le rinde homenaje con una versión lo suficientemente parecida a la de Robert Wise y Jerome Robbins, aunque retocada para acercarla a los tiempos actuales y a su propia experiencia. El resultado final es vibrante, pero poco atractivo para la competitiva cartelera navideña: de ahí el inesperado fracaso de taquilla.
Tanto sus nexos como sus desencuentros se desarrollarán entre bailes, canciones míticas y una exquisita banda sonora reinterpretada por el venezolano Gustavo Dudamel. He aquí el primer avance respecto a la original: no hay blackface ni una impostada arrogación racial. Gran parte del equipo es latinoamericano o descendiente, y Spielberg tuvo un especial cuidado a la hora de documentarse sobre el Puerto Rico de la época y sus exiliados. Prueba de ello es la incorporación de la versión revolucionaria de La Borinqueña –"nosotros queremos la libertad, nuestros machetes nos la darán"– o que no haya querido subtitular al inglés los numerosos fragmentos en español para poner en valor ambos idiomas.
Estos son solo algunos de los detalles en los que se nota que el director ha puesto el cuerpo y el alma. También en los más políticos: "Estoy preocupado, muy preocupado, incluso más que hace dos años, por lo que ocurre en Estados Unidos. Creo que la democracia está en peligro", ha expresado Spielberg durante la promoción. Sitúa como fecha clave el ascenso del expresidente Donald Trump, en 2016: "Los temas que trata la obra en 1957 eran relevantes, pero hoy lo son diez veces más". De ahí su compromiso con la inclusión, la coherencia, la mezcla del español con el inglés y la crítica al gran sueño americano en comparación con el "violento" Puerto Rico.

### Desarrollo
Steven Spielberg expresó por primera vez su interés en dirigir una nueva versión de West Side Story en marzo de 2014. Esto llevó a 20th Century Fox a adquirir los derechos del proyecto. Tony Kushner, quien anteriormente trabajó con Spielberg en Lincoln en 2012, reveló en una entrevista de julio de 2017 que estaba escribiendo el guion de la película, declarando que dejaría los números musicales intactos, y que la historia sería más similar al musical original que a la película de 1961.
En enero de 2018, se anunció que Spielberg probablemente dirigiría la película luego de completar el rodaje de una quinta entrega de la franquicia de Indiana Jones. Esto fue seguido unos días después con una convocatoria de casting abierta para los personajes Maria, Tony, Anita y Bernardo. Se llevaron a cabo llamadas de casting abierto adicionales en la ciudad de Nueva York en abril, y en Orlando, Florida, en mayo. En julio, la quinta película de Indiana Jones fue rechazada, lo que permitió a Spielberg comenzar la preproducción de West Side Story.
En agosto de 2018, se rumoreaba que Camila Cabello era considerada para el papel de María, pero ella lo negó en noviembre de 2018, y dijo que preferiría centrarse en grabar su segundo álbum en solitario. Justin Peck fue contratado para coreografiar la película en septiembre de 2018, y Ansel Elgort se unió a la película como Tony. En noviembre, Eiza González emergió como contendiente para el papel de Anita. Rita Moreno fue elegida como Valentina, una versión modificada del personaje Doc.
En enero de 2019, la recién llegada Rachel Zegler fue elegida para el papel principal de María, con Ariana DeBose, David Alvarez y Josh Andrés Rivera también uniéndose como Anita, Bernardo y Chino, respectivamente. En marzo de 2019, Corey Stoll y Brian d'Arcy James se unieron al elenco. Un mes después, se anunció el resto del elenco que comprendía las facciones de los Jets y los Sharks.
El compositor David Newman arreglará y adaptará la banda sonora original de Bernstein para la película. Gustavo Dudamel, director musical de la Filarmónica de Los Ángeles, dirigirá la orquesta durante las sesiones de grabación de la película, con Jeanine Tesori como entrenadora vocal.

### Rodaje
El rodaje comenzó el 8 de junio de 2019 en la ciudad de Nueva York. Hubo diez días de rodaje en Paterson, Nueva Jersey, donde se construyó un set al aire libre, en agosto de 2019. El rodaje también tuvo lugar en Newark. El rodaje terminó el 27 de septiembre de 2019.

### Antecedentes de Rita Moreno
En 1960, la actriz Rita Moreno asistía todos los días pronto al rodaje para someterse a una larga sesión de maquillaje. Procedía de Puerto Rico, pero era demasiado blanca para los encargados del casting de West Side Story, por lo que ungían su cara en potingue negro para oscurecerla. Al actor que interpretaba a Bernardo, el griego George Chakiris, y a la María originaria, Natalie Wood, de padres rusos, les hicieron pasar por lo mismo.
"Era como barro", recordaba Moreno en una entrevista. No fue la única vez que se quejó durante la grabación. También obligó, después de muchos intentos, a eliminar una frase de la mítica canción "América", que ella cantaba como Anita, por ser totalmente racista y prejuiciosa. A pesar de todo, ganó el Óscar en 1961 y se convirtió en la primera latinoamericana en alzarse con un premio de la Academia de Hollywood.
Moreno, que ahora tiene 90 años, ha sido una figura clave en la nueva West Side Story. Spielberg no solo quiso darle un papel fundamental, sino que la convirtió en productora ejecutiva debido a su amplio conocimiento de la historia y de sus errores. Estuvo muy cerca de la nueva actriz de Anita, Ariana DeBose, y creó un clima de comunidad entre todos los actores, los latinos y los estadounidenses. Lo mismo hace Valentina, el rol que se inventaron para ella de puertorriqueña totalmente integrada en Nueva York y casi matriarca de los Jets.
Aunque su personaje a veces peca de ecuánime, sirve como nexo para una de las escenas más duras de ambas West Side Story: el intento de violación a Anita por parte de algunos de los Jets. "Es una experiencia extraña y dolorosa volverlo a vivir", reconoció Moreno en una entrevista con Rotten Tomatoes. "En el rodaje de aquella escena, cuando yo la interpretaba, acabé llorando", dijo. En la nueva versión, incluso las chicas de la banda irlandesa intentan ayudar a Anita, a quien Valentina salva de los agresores: "Os he visto crecer, y veo que os habéis convertido en unos violadores", les increpa ella.

## Música
El compositor David Newman arregló y adaptó la partitura original de Bernstein para la película. Gustavo Dudamel dirigió la Filarmónica de Nueva York durante las sesiones de grabación de la película, con Jeanine Tesori como instructora vocal. El álbum de la banda sonora fue lanzado por Hollywood Records.

## Lanzamiento

### Estreno en cines

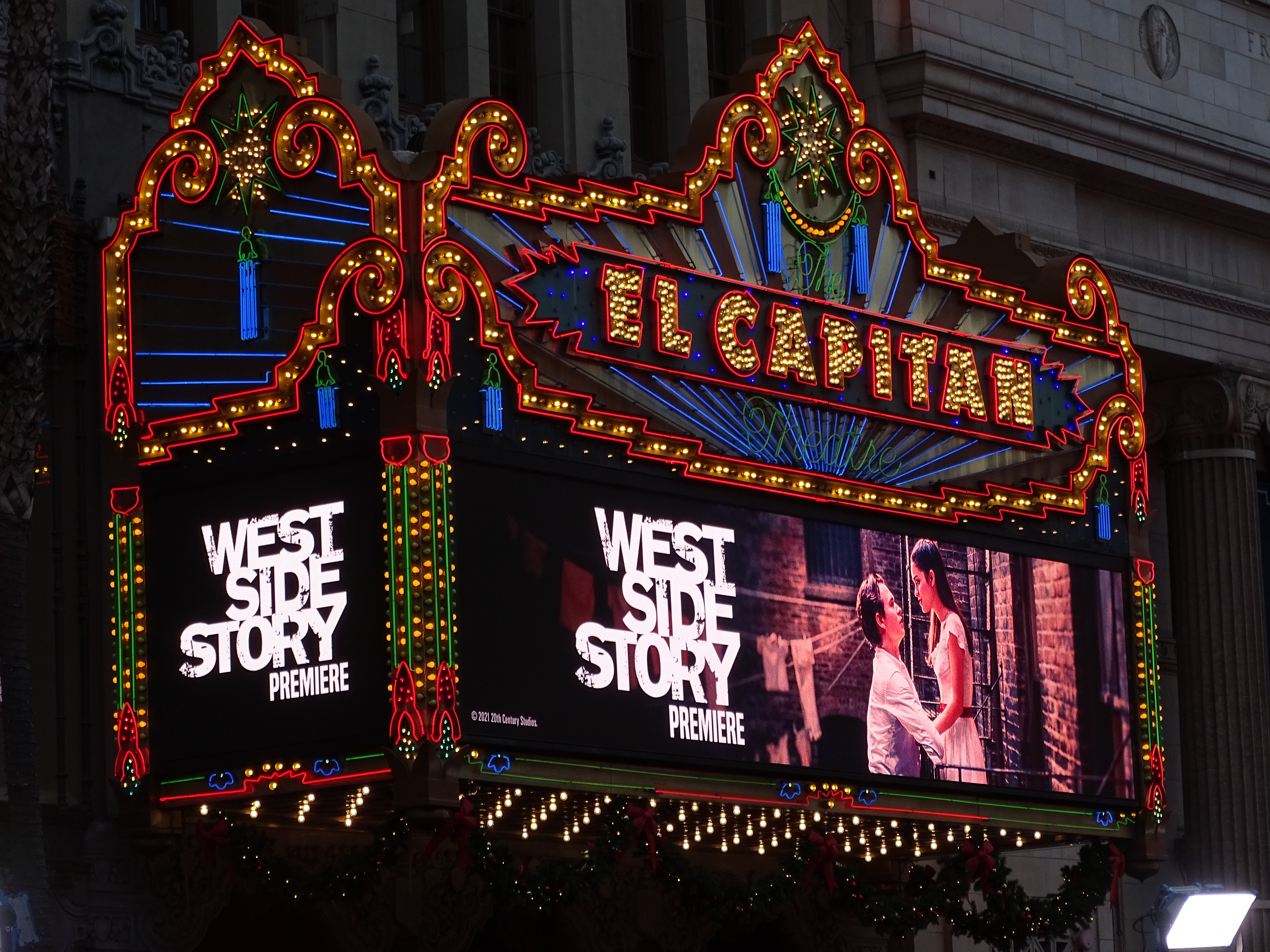
El filme tuvo su estreno en Los Ángeles en El Capitan Theatre el 7 de diciembre de 2021.

West Side Story estaba inicialmente programada para ser estrenada en los Estados Unidos el 18 de diciembre de 2020 por 20th Century Studios. En septiembre de 2020, debido a la Pandemia de COVID-19, la empresa matriz Disney retrasó la fecha de estreno hasta el 10 de diciembre de 2021, coincidiendo con el 60 aniversario del estreno de la película original de 1961. La película cuenta con una presentación exclusiva en cines de 45 días, que incluye presentaciones en Dolby Cinema e IMAX. Un evento para fanáticos de IMAX, con una sesión de preguntas y respuestas en vivo con Spielberg y el elenco, se llevó a cabo exclusivamente en los cines IMAX de todo el país el 6 de diciembre de 2021.
La película se proyectó por primera vez para miembros del elenco, incluidos Zegler, Faist, Andrés Rivera y algunos miembros del conjunto, en el David H. Koch Theater del Lincoln Center el 17 de noviembre de 2021. La proyección fue una de las últimas apariciones de Sondheim antes de su muerte. el 26 de noviembre. Luego se proyectó para la industria y la crítica en su estreno mundial el 29 de noviembre de 2021 en el Jazz at Lincoln Center's Rose Theatre. Su estreno en Los Ángeles tuvo lugar en el Teatro El Capitán el 7 de diciembre de 2021.

### Estreno internacional
| Fechas de estreno (Fuente: IMDb) |                                                      |               |                         |
| País                             | Fecha de estreno                                     | País          | Fecha de estreno        |
| Estados Unidos                   | 29 de noviembre de 2021 en Lincoln Center Nueva York | Bélgica       | 8 de diciembre de 2021  |
| Dinamarca                        | 8 de diciembre de 2021                               | Finlandia     | 8 de diciembre de 2021  |
| Indonesia                        | 8 de diciembre de 2021                               | Portugal      | 8 de diciembre de 2021  |
| Emiratos Árabes Unidos           | 9 de diciembre de 2021                               | Argentina     | 9 de diciembre de 2021  |
| Brasil                           | 9 de diciembre de 2021                               | Chile         | 9 de diciembre de 2021  |
| Colombia                         | 9 de diciembre de 2021                               | Alemania      | 9 de diciembre de 2021  |
| Grecia                           | 9 de diciembre de 2021                               | Hungría       | 9 de diciembre de 2021  |
| Israel                           | 9 de diciembre de 2021                               | Líbano        | 9 de diciembre de 2021  |
| México                           | 9 de diciembre de 2021                               | Perú          | 9 de diciembre de 2021  |
| Rusia                            | 9 de diciembre de 2021                               | Uruguay       | 9 de diciembre de 2021  |
| Canadá                           | 10 de diciembre de 2021                              | Estonia       | 10 de diciembre de 2021 |
| Reino Unido                      | 10 de diciembre de 2021                              | Japón         | 10 de diciembre de 2021 |
| Noruega                          | 10 de diciembre de 2021                              | Polonia       | 10 de diciembre de 2021 |
| España                           | 14 de diciembre de 2021, premiere en Madrid          | Italia        | 23 de diciembre de 2021 |
| Australia                        | 26 de diciembre de 2021                              | Corea del Sur | 12 de enero de 2022     |

### Streaming y medios domésticos
West Side Story estuvo disponible en streaming en Disney+ y HBO Max a partir del 2 de marzo de 2022.

### Marketing
El 25 de abril de 2021, durante la 93a transmisión de los Premios Óscar, DeBose presentó el avance de la película, y Rita Moreno luego presentó el Premio Óscar a la mejor película, conmemorando el estreno de la película de 1961 y el premio anteriormente ganado en esa categoría. El tráiler oficial de la película se estrenó el 15 de septiembre de 2021.
Abrams Books publicó un libro de Laurent Bouzereau sobre la realización de la película, con entrevistas al elenco y al equipo, el 16 de noviembre de 2021. Un especial de ABC, Something's Coming: West Side Story - Una edición especial de 20/20, salió  al aire el 5 de diciembre de 2021.

### Fracaso en taquilla
El 4 de diciembre de 2021, Boxoffice Pro estimó que la película ganaría $ 14,000,000 - $ 22,000,000 dentro de su primer fin de semana, y que alrededor de $ 55,000,000 - $85,000,000 para su taquilla nacional total. La película terminó recaudando $70,000,000 millones de dólares con un presupuesto de $100,000,000, siendo un fracaso en taquilla.

### Censura
Deadline Hollywood informó que la película fue inicialmente prohibida en todos los países del Consejo de Cooperación para los Estados Árabes del Golfo, probablemente debido al papel de Anybodys como un personaje transgénero, interpretado por Iris Menas, quien es de género no binario. En algunos casos, supuestamente Disney se ha negado a realizar los recortes solicitados por los censores. Un lanzamiento anterior de Disney, Eternals, también fue prohibido en los países del CCG, excepto en los Emiratos Árabes Unidos, aunque con algunos cortes en las escenas de intimidad. Esa película presentó primera pareja abiertamente homosexual de Marvel. El elenco y el equipo creativo respondieron, y el coproductor Kevin McCollum le dijo a The Hollywood Reporter: "Creo que debemos recordar que durante la época de Shakespeare, en el apogeo, los puritanos entraron y derribaron todos los teatros. No podías ir al teatro y, sin embargo, Shakespeare sobrevivió... Creo que el amor ganará, y esta es una historia sobre el amor, hecha con amor, y lo que sucede cuando tratas de evitar que la gente ame libremente... Creo que hemos hecho nuestro trabajo como artistas para hacer esta película, y el mundo lo descubrirá incluso si ciertas culturas deciden que no lo quieren en sus fronteras". West Side Story finalmente se estrenó en los cines de los Emiratos Árabes Unidos alrededor de un mes después.

### Reconocimientos
| Premios                                        | Fecha de ceremonia      | Categoría                                    | Nominado/a                                                               | Resultado     | Referencias   |
| ---------------------------------------------- | ----------------------- | -------------------------------------------- | ------------------------------------------------------------------------ | ------------- | ------------- |
| African-American Film Critics Association      | 8 de diciembre de 2021  | Top 10 Películas                             | West Side Story                                                          | Ganadora      | [ 56 ]        |
| African-American Film Critics Association      | 8 de diciembre de 2021  | Mejor Película                               | West Side Story                                                          | Nominada      | [ 56 ]        |
| American Film Institute                        | 7 de enero de 2022      | Top 10 Películas del año                     | West Side Story                                                          | Ganadora      | [ 57 ]        |
| The Queerties                                  | 3 de diciembre de 2021  | Next Big Thing                               | West Side Story                                                          | Nominada      | [ 58 ]        |
| Detroit Film Critics Society                   | 6 de diciembre de 2021  | Mejor Actriz de Reparto                      | Ariana DeBose                                                            | Ganadora      | [ 59 ]        |
| Detroit Film Critics Society                   | 6 de diciembre de 2021  | Mejor Actriz de Reparto                      | Rita Moreno                                                              | Nominada      | [ 59 ]        |
| Detroit Film Critics Society                   | 6 de diciembre de 2021  | Mejor uso de música/sonido                   | West Side Story                                                          | Nominada      | [ 59 ]        |
| National Board of Review                       | 2 de diciembre de 2021  | Top 10 Películas                             | West Side Story                                                          | Ganadora      | [ 60 ]        |
| National Board of Review                       | 2 de diciembre de 2021  | Mejor Actriz                                 | Rachel Zegler                                                            | Ganadora      | [ 60 ]        |
| New York Film Critics Circle                   | 3 de diciembre de 2021  | Mejor Fotografía                             | Janusz Kamiński                                                          | Ganador       | [ 61 ]        |
| Washington D. C. Area Film Critics Association | 6 de diciembre de 2021  | Mejor Película                               | West Side Story                                                          | Nominada      | [ 62 ]        |
| Washington D. C. Area Film Critics Association | 6 de diciembre de 2021  | Mejor Director                               | Steven Spielberg                                                         | Nominado      | [ 62 ]        |
| Washington D. C. Area Film Critics Association | 6 de diciembre de 2021  | Mejor Actriz de Reparto                      | Ariana DeBose                                                            | Nominada      | [ 62 ]        |
| Washington D. C. Area Film Critics Association | 6 de diciembre de 2021  | Mejor interpretación                         | Rachel Zegler                                                            | Nominada      | [ 62 ]        |
| Washington D. C. Area Film Critics Association | 6 de diciembre de 2021  | Mejor guion adaptado                         | Tony Kushner                                                             | Nominado      | [ 62 ]        |
| Washington D. C. Area Film Critics Association | 6 de diciembre de 2021  | Mejor Diseño de producción                   | Adam Stockhausen Rena DeAngelo                                           | Nominados     | [ 62 ]        |
| New York Film Critics Online                   | 12 de diciembre de 2021 | Top 10 Películas de 2021                     | West Side Story                                                          | Ganadora      | [ 63 ]        |
| New York Film Critics Online                   | 12 de diciembre de 2021 | Mejor interpretación                         | Ariana DeBose                                                            | Ganadora      | [ 63 ]        |
| New York Film Critics Online                   | 12 de diciembre de 2021 | Mejor uso de música                          | David Newman                                                             | Ganador       | [ 63 ]        |
| Chicago Film Critics Association               | 15 de diciembre de 2021 | Mejor Película                               | West Side Story                                                          | Nominada      | [ 64 ]        |
| Chicago Film Critics Association               | 15 de diciembre de 2021 | Mejor Director                               | Steven Spielberg                                                         | Nominado      | [ 64 ]        |
| Chicago Film Critics Association               | 15 de diciembre de 2021 | Mejor Actor de Reparto                       | Mike Faist                                                               | Nominado      | [ 64 ]        |
| Chicago Film Critics Association               | 15 de diciembre de 2021 | Mejor Actriz de Reparto                      | Ariana DeBose                                                            | Nominada      | [ 64 ]        |
| Chicago Film Critics Association               | 15 de diciembre de 2021 | Mejor guion adaptado                         | Tony Kushner                                                             | Nominado      | [ 64 ]        |
| Chicago Film Critics Association               | 15 de diciembre de 2021 | Mejor Director de Arte/Diseño de producción  | West Side Story                                                          | Nominada      | [ 64 ]        |
| Chicago Film Critics Association               | 15 de diciembre de 2021 | Mejor Diseño de vestuario                    | Paul Tazewell                                                            | Nominado      | [ 64 ]        |
| Chicago Film Critics Association               | 15 de diciembre de 2021 | Mejor Montaje                                | Michael Kahn Sarah Broshar                                               | Nominados     | [ 64 ]        |
| Chicago Film Critics Association               | 15 de diciembre de 2021 | Mejor Fotografía                             | Janusz Kamiński                                                          | Nominado      | [ 64 ]        |
| Chicago Film Critics Association               | 15 de diciembre de 2021 | Mejor interpretación prometedora             | Rachel Zegler                                                            | Nominada      | [ 64 ]        |
| Chicago Film Critics Association               | 15 de diciembre de 2021 | Mejor interpretación prometedora             | Ariana DeBose                                                            | Nominada      | [ 64 ]        |
| Los Angeles Film Critics Association           | 18 de diciembre de 2021 | Mejor Actriz de Reparto                      | Ariana DeBose                                                            | Ganadora      | [ 65 ]        |
| St. Louis Film Critics Association             | 19 de diciembre de 2021 | Mejor Película                               | West Side Story                                                          | Nominada      | [ 66 ]        |
| St. Louis Film Critics Association             | 19 de diciembre de 2021 | Mejor Director                               | Steven Spielberg                                                         | Nominado      | [ 66 ]        |
| St. Louis Film Critics Association             | 19 de diciembre de 2021 | Mejor Actriz de reparto                      | Rita Moreno                                                              | Nominada      | [ 66 ]        |
| St. Louis Film Critics Association             | 19 de diciembre de 2021 | Mejor guion adaptado                         | West Side Story                                                          | Nominado      | [ 66 ]        |
| St. Louis Film Critics Association             | 19 de diciembre de 2021 | Mejor Fotografía                             | Janusz Kamiński                                                          | Nominado      | [ 66 ]        |
| St. Louis Film Critics Association             | 19 de diciembre de 2021 | Mejor montaje                                | Sarah Broshar Michael Kahn                                               | Nominados     | [ 66 ]        |
| St. Louis Film Critics Association             | 19 de diciembre de 2021 | Mejor Diseño de producción                   | Adam Stockhausen                                                         | Nominado      | [ 66 ]        |
| St. Louis Film Critics Association             | 19 de diciembre de 2021 | Mejor escena                                 | "America"                                                                | Nominada      | [ 66 ]        |
| St. Louis Film Critics Association             | 19 de diciembre de 2021 | Mejor Banda Sonora                           | West Side Story                                                          | Nominada      | [ 66 ]        |
| Florida Film Critics Circle                    | 21 de diciembre de 2021 | Mejor Actriz de Reparto                      | Ariana DeBose                                                            | Ganadora      | [ 67 ] [ 68 ] |
| Florida Film Critics Circle                    | 21 de diciembre de 2021 | Mejor Reparto                                | West Side Story                                                          | Nominada      | [ 67 ] [ 68 ] |
| Florida Film Critics Circle                    | 21 de diciembre de 2021 | Mejor guion adaptado                         | Tony Kushner                                                             | Segundo lugar | [ 67 ] [ 68 ] |
| Florida Film Critics Circle                    | 21 de diciembre de 2021 | Mejor Fotografía                             | Janusz Kamiński                                                          | Segundo lugar | [ 67 ] [ 68 ] |
| Florida Film Critics Circle                    | 21 de diciembre de 2021 | Mejor Dirección de Arte/Diseño de producción | West Side Story                                                          | Nominada      | [ 67 ] [ 68 ] |
| Florida Film Critics Circle                    | 21 de diciembre de 2021 | Breakout Award                               | Rachel Zegler                                                            | Segundo lugar | [ 67 ] [ 68 ] |
| Alliance of Women Film Journalists             | Enero de 2022           | Mejor montaje                                | Sarah Broshar Michael Kahn                                               | Nominados     | [ 69 ]        |
| Alliance of Women Film Journalists             | Enero de 2022           | Mejor interpretación                         | Ariana DeBose                                                            | Nominada      | [ 69 ]        |
| Alliance of Women Film Journalists             | Enero de 2022           | Mejor interpretación                         | Rachel Zegler                                                            | Nominada      | [ 69 ]        |
| Golden Globe Awards                            | 9 de enero de 2022      | Mejor Película de Comedia o Musical          | West Side Story                                                          | Ganadora      | [ 70 ]        |
| Golden Globe Awards                            | 9 de enero de 2022      | Mejor Actriz en Comedia o Musical            | Rachel Zegler                                                            | Ganadora      | [ 70 ]        |
| Golden Globe Awards                            | 9 de enero de 2022      | Mejor Actriz de Reparto                      | Ariana DeBose                                                            | Ganadora      | [ 70 ]        |
| Golden Globe Awards                            | 9 de enero de 2022      | Mejor Director                               | Steven Spielberg                                                         | Nominado      | [ 70 ]        |
| Critics' Choice Awards                         | Enero de 2022           | Mejor Película                               | West Side Story                                                          | Nominada      | [ 71 ]        |
| Critics' Choice Awards                         | Enero de 2022           | Mejor Actriz de Reparto                      | Ariana DeBose                                                            | Ganadora      | [ 71 ]        |
| Critics' Choice Awards                         | Enero de 2022           | Mejor Actriz de Reparto                      | Rita Moreno                                                              | Nominada      | [ 71 ]        |
| Critics' Choice Awards                         | Enero de 2022           | Mejor Interpretación                         | Rachel Zegler                                                            | Nominada      | [ 71 ]        |
| Critics' Choice Awards                         | Enero de 2022           | Mejor Reparto                                | Reparto de West Side Story                                               | Nominados     | [ 71 ]        |
| Critics' Choice Awards                         | Enero de 2022           | Mejor Director                               | Steven Spielberg                                                         | Nominado      | [ 71 ]        |
| Critics' Choice Awards                         | Enero de 2022           | Mejor guion adaptado                         | Tony Kushner                                                             | Nominado      | [ 71 ]        |
| Critics' Choice Awards                         | Enero de 2022           | Mejor Fotografía                             | Janusz Kamiński                                                          | Nominada      | [ 71 ]        |
| Critics' Choice Awards                         | Enero de 2022           | Mejor Diseño de producción                   | Adam Stockhausen y Rena DeAngelo                                         | Nominados     | [ 71 ]        |
| Critics' Choice Awards                         | Enero de 2022           | Mejor montaje                                | Sarah Broshar y Michael Kahn                                             | Ganadores     | [ 71 ]        |
| Critics' Choice Awards                         | Enero de 2022           | Mejor diseño de vestuario                    | Paul Tazewell                                                            | Nominado      | [ 71 ]        |
| London Film Critics' Circle                    | 6 de febrero de 2022    | Película del año                             | West Side Story                                                          | Pendiente     | [ 72 ]        |
| London Film Critics' Circle                    | 6 de febrero de 2022    | Mejor Actriz de Reparto                      | Ariana DeBose                                                            | Pendiente     | [ 72 ]        |
| London Film Critics' Circle                    | 6 de febrero de 2022    | Mejor Actriz de Reparto                      | Rita Moreno                                                              | Pendiente     | [ 72 ]        |
| London Film Critics' Circle                    | 6 de febrero de 2022    | Especificaciones técnicas                    | Justin Peck                                                              | Pendiente     | [ 72 ]        |
| Black Reel Awards                              | 27 de febrero de 2022   | Mejor Película                               | West Side Story                                                          | Nominada      | [ 73 ]        |
| Black Reel Awards                              | 27 de febrero de 2022   | Mejor Actriz de Reparto                      | Ariana DeBose                                                            | Nominada      | [ 73 ]        |
| Black Reel Awards                              | 27 de febrero de 2022   | Mejor Actriz de Reparto                      | Rita Moreno                                                              | Nominada      | [ 73 ]        |
| Black Reel Awards                              | 27 de febrero de 2022   | Mejor Interpretación Femenina                | Ariana DeBose                                                            | Ganadora      | [ 73 ]        |
| Black Reel Awards                              | 27 de febrero de 2022   | Mejor Fotografía                             | Janusz Kamiński                                                          | Nominado      | [ 73 ]        |
| Black Reel Awards                              | 27 de febrero de 2022   | Mejor Diseño de vestuario                    | Paul Tazewell                                                            | Nominado      | [ 73 ]        |
| Black Reel Awards                              | 27 de febrero de 2022   | Mejor Diseño de producción                   | Adam Stockhausen                                                         | Nominado      | [ 73 ]        |
| Hollywood Critics Association                  | 28 de febrero de 2022   | Mejor Película de Comedia o Musical          | West Side Story                                                          | Pendiente     | [ 74 ]        |
| Hollywood Critics Association                  | 28 de febrero de 2022   | Mejor Director                               | Steven Spielberg                                                         | Pendiente     | [ 74 ]        |
| Hollywood Critics Association                  | 28 de febrero de 2022   | Mejor Actriz de Reparto                      | Ariana DeBose                                                            | Pendiente     | [ 74 ]        |
| Hollywood Critics Association                  | 28 de febrero de 2022   | Mejor Fotografía                             | Janusz Kamiński                                                          | Pendiente     | [ 74 ]        |
| Premios Óscar                                  | 27 de marzo de 2022     | Mejor Película                               | West Side Story                                                          | Nominada      |               |
| Premios Óscar                                  | 27 de marzo de 2022     | Mejor Director                               | Steven Spielberg                                                         | Nominado      |               |
| Premios Óscar                                  | 27 de marzo de 2022     | Mejor Actriz de Reparto                      | Ariana DeBose                                                            | Ganadora      |               |
| Premios Óscar                                  | 27 de marzo de 2022     | Mejor Sonido                                 | Tod A. Maitland, Gary Rydstrom, Brian Chumney, Andy Nelson, Shawn Murphy | Nominado      |               |
| Premios Óscar                                  | 27 de marzo de 2022     | Mejor Fotografía                             | Janusz Kamiński                                                          | Nominado      |               |
| Premios Óscar                                  | 27 de marzo de 2022     | Mejor diseño de producción                   | Diseño de Producción: Adam Stockhausen. Decorados: Rena DeAngelo         | Nominado      |               |
| Premios Óscar                                  | 27 de marzo de 2022     | Mejor diseño de vestuario                    | Paul Tazewell                                                            | Nominado      |               |
| 66.ª edición de los Premios Sant Jordi         | 26 de abril de 2022     | Mejor actriz en película extranjera          | Ariana DeBose                                                            | Ganadora      | [ 75 ]        |

## Diferencias entre las versiones cinematográfica y teatral
- La intención de esta versión fue que el guion se ciñera más al guion de Broadway de West Side Story, que a la adaptación cinematográfica de 1961 escrita por Ernest Lehman. Rita Moreno, quien interpretó a Anita en la película de 1961, interpreta aquí a Valentina, una versión reconcebida y ampliada del personaje original Doc, que sirve como mentora de los personajes adolescentes. Un nuevo personaje negro, Abe, hace que el elenco sea "más representativo de la Nueva York de los años 50". A los hermanos María y Bernardo se les da un apellido, Vásquez. La coreografía de Peck es original y no intenta replicar la coreografía de Jerome Robbins.[76]
- Sesenta años después, con la gran intro de rayas y colores, aquella sencilla genialidad a modo de obertura musical que mutan en el perfil de la isla de Manhattan vista desde la desembocadura del Hudson y el East. A partir de ahí, sí que ambas películas comparten vista aérea, y Spielberg no tiene problema en replicar esos planos cenitales de la ciudad que nos llevan a lo que hoy es el Upper West Side.
- La cancha de baloncesto ya no es el lugar de inicio, ni el balón la excusa para dar inicio al baile y al número musical del comienzo, la presentación de los Jets, que acaba poniendo el foco también en los Sharks. Spielberg prefiere comenzar por la banda latina. La pista deportiva que es punto de reunión de aquella juventud del filme de 1961 se convierte en un solar en obras que da paso a las secuencias de lucir el palmito y pelearse por las calles de la ciudad, que esta vez luce mucho más al haberse rodado menos escenas en estudio que en el filme original. Los dos largometrajes terminan con la llegada de la policía para parar el conflicto: una en la cancha de baloncesto y la otra en un solar entre escombros.
- El rodaje de la película de 1961 tuvo lugar durante aquellas obras que comenzaron en 1955. La película original no lo expone directamente, pero Spielberg ha visto la época con la perspectiva histórica suficiente como para introducir el miedo de aquellos jóvenes que iban a ser obligados a abandonar sus casas y su barrio ante la especulación inmobiliaria creciente de la zona. Los barrios populares iban a pasar a ser viviendas de lujo para ricos. La gentrificación del barrio se hace presente en la nueva película, es parte principal del contexto de la historia y de la motivación de los personajes.
- Tras ver la película de Spielberg queda la sensación de que con el maravilloso material original de Leonard Bernstein y Stephen Sondheim hasta un teatro de marionetas en el parque nos habría emocionado, cosa que prácticamente justificaría cualquier adaptación de su obra. Pero seis décadas más tarde hay algunos arreglos musicales, muy respetuosos con el score original. Cambian los cantantes, por supuesto, y las voces están mucho más cercanas a la sensibilidad actual. No solo porque no están doblados y cantan los propios Rachel Zegler, Ansel Elgort y compañía. Ya no relucen aquellos gorgoritos tan de su época de los solos del personaje de Natalie Wood (doblada), hoy una de las pocas cosas que chirrían en la inolvidable banda sonora del filme de 1961.
- Los grafiti con tiza y pincel y bote de pintura del filme de 1961, han sido sustituidos por un mural gigante con la bandera de Puerto Rico. Una declaración de intenciones. Lo que a finales de los 50 era habitual en EE UU, un racismo evidente hacia la inmigración latina en aquellos barrios hacia donde también habían llegado desde Europa otras nacionalidades en busca de un futuro, ahora puede contarse de otra manera. Y Spielberg lo asume y lo actualiza en una adaptación sin maquillaje. Los actores son efectivamente latinos y no ha habido que oscurecerles la piel para caracterizarles, y sus conversaciones entre ellos son en castellano.
- El foco del filme son ahora los Sharks, la banda puertorriqueña y la familia de Bernardo (Chino, primer novio de María y clave en la acción, tiene mucha más presencia), que ya no solo se niega a que su hermana María vaya con un blanco por ser diferentes, sino también porque les oprimen, les hacen la vida imposible. La película original se basaba en los Jets, la banda de blancos, de origen polaco: aquel líder que competía por el control de sus chicos con Tony era visto como una víctima, mientras que en la versión de 2021 ha pasado a ser un villano auténtico.
- El policía interpretado por Corey Stoll en esta nueva versión también cambia un poco su actitud, mucho más comprensiva hacia los puertorriqueños que el que Simon Oakland se sentía mucho más cercano a los Jets, que no dejaban de ser de los suyos.
- La actualización del filme no se centra solo en los temas de racismo, sino también en la discriminación por identidad de género: el personaje de Anybodys, que en 1961 era una chica que quería formar parte de la banda, ante la oposición del resto, está ahora más matizado y es encarnado por Iris Menas, intérprete de género no binario.
- Rachel Zegler interpreta el personaje de María que hizo popular una joven Natalie Wood con 20 años recién cumplidos, mientras Wood lo hizo con 23. Ansel Elgort hereda el personaje de Tony, y lo defiende con 27 años, mientras Richard Beymer era el más joven de todos, con solo 22 años en el momento del estreno. Los protagonistas de la versión de Spielberg cantan ellos mismos mientras los de 1961 fueron doblados.
- En general, la película de 2021 ha permitido sacar más escenas a la calle y mover mucho más la cámara, algo que ofrece mucha mayor vivacidad y posibilidades de movimiento. Es mucho menos monótona en cuanto a la relación entre coreografías y espacios.
- Rita Moreno, actriz puertorriqueña, con 90 años, es el principal nexo de unión entre 1961 y 2021. En el clásico interpretaba a Anita, novia de Bernardo, personaje al que ahora da vida Ariana DeBose. Spielberg ha querido que vuelva a tener presencia importante en el filme. Ella, confidente de Tony, que trabaja en su tienda, representa a una generación que, pese a todo, se mezcló: viuda de Doc, el hombre que regentaba el local donde se reunían los Jets en el filme original, Valentina representa además a una mujer con personalidad y fuerza. Se encara con la manada de jóvenes airados y afronta el intento de violación de Anita con arrestos frente a aquel “Hacéis de este mundo una basura” de Doc en el filme de 1961, al que uno de los violentos respondía: “No lo hemos hecho nosotros”. Un intento de justificación que hoy no es asumible.[77]